# Sorocha plicipennis
Sorocha plicipennis är en skalbaggsart som beskrevs av Ohaus 1934. Sorocha plicipennis ingår i släktet Sorocha och familjen Rutelidae. Inga underarter finns listade i Catalogue of Life.